# Звёздное время

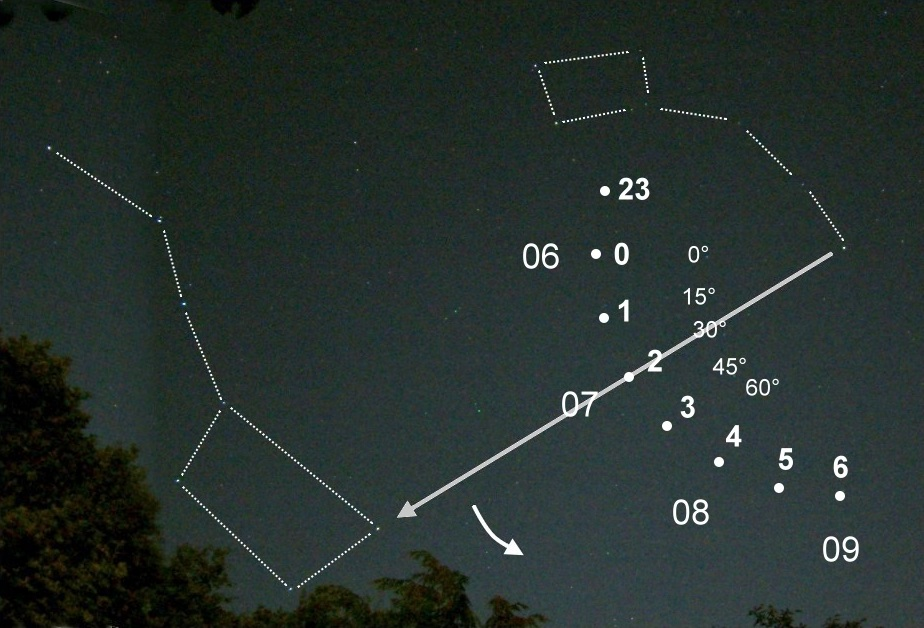
1. «Звёздная» часовая стрелка вращается на прикреплённом к горизонту мнимом циферблате:
при повороте на 15° (шкала 0°, 15°, 30°, и т. д.) проходит один час звёздного времени (шкала 23, 0, 1, и т. д.).
2. «Звёздная» часовая стрелка вращается на прикреплённом к Солнцу мнимом циферблате:
примерно за месяц (шкала 06, 07, 08, и т. д.) стрелка перемещается на 30° (шкала 0°, 15°, 30°, и т. д.)

Звёздное вре́мя, s — часовой угол точки весеннего равноденствия. Звёздное время используется астрономами, чтобы определить, куда надо направить телескоп, чтобы увидеть нужный объект.

## Определение
В зависимости от места различают:
- Ме́стное звёздное вре́мя (англ. Local Sidereal Time, LST) — часовой угол точки весеннего равноденствия для данного места (для местного меридиана).
- Гри́нвичское звёздное вре́мя или звёздное вре́мя по Гри́нвичу (англ. Greenwich Sidereal Time, GST) — часовой угол точки весеннего равноденствия на гринвичском меридиане.| Иконка | Это заготовка статьи. Помогите Википедии, дополнив её.Это примечание по возможности следует заменить более точным. |

Следует отметить, что звёздное время зависит от вращения Земли, и, следовательно, шкала звездного времени является неравномерной.
При определении точки весеннего равноденствия можно по-разному учитывать нутацию, или не учитывать её вовсе. В зависимости от этого различают: истинное, квазиистинное и среднее звёздное время. В первом случае рассматривается истинная точка весеннего равноденствия ♈ист, обладающая прецессионным и нутационным движением. Она смещается в плоскости эклиптики со скоростью 50,25" в год вследствие общей прецессии по долготе и одновременно периодически колеблется из-за нутации. Во втором случае — квазиистинное звездное время, из нутации исключена её короткопериодическая часть, наконец, исключение всей нутации дает точку весеннего равноденствия ♈сред, определяющую среднее звездное время.
Таким образом получают:
- Местное истинное звёздное время (англ. Local Apparent Sidereal Time, LAST) — часовой угол истинной точки весеннего равноденствия ♈ист для данного места (для местного меридиана).
- Гринвичское истинное звёздное время или звёздное и́стинное вре́мя по Гри́нвичу (англ. Greenwich Apparent Sidereal Time, GAST) — часовой угол истинной точки весеннего равноденствия ♈ист на гринвичском меридиане.
- Местное среднее звёздное время (англ. Local Mean Sidereal Time, LMST) — часовой угол средней точки весеннего равноденствия ♈сред.
- Гринвичское среднее звёздное время или звёздное среднее время по Гринвичу (англ. Greenwich Mean Sidereal Time, GMST) — часовой угол средней точки весеннего равноденствия ♈сред на гринвичском меридиане.